# ماور بيرتز
ماور بيرتز (بالعبرية: מאיר פרץ‏) هو لاعب كرة قدم إسرائيلي، ولد في 18 نوفمبر 1983 في أسدود في إسرائيل.

## وصلات خارجية
- ماور بيرتز على موقع عالم كرة القدم.نت (الإنجليزية)